# 後藤茂
後藤 茂（ごとう しげる、1925年7月3日 - 2015年6月5日）は、日本の政治家である。衆議院議員（6期）。原子燃料政策研究会理事、エネルギー・情報工学研究会議(解散)理事長を歴任した。

## 経歴
兵庫県相生市出身、1947年拓殖大学商学部卒。日本社会党に入り、社会タイムス記者、「社会新報」編集長、総務部長、党のエネルギー政策立案担当等をつとめた。1971年所沢市長選に立候補するが落選。1976年の総選挙で兵庫4区から立候補して初当選。通算6期務めた。1995年社会党を離党して民主の会を結成、のち市民リーグを経て、1996年に民主党に参加したが同年の総選挙で落選した。
1998年、勲二等旭日重光章受章。
1970年代以降、反原発色を強める社会党にありながら、原子力の平和利用をすすめ核拡散を防止する立場から原子力開発、核燃料サイクルを支持していた。
2015年6月5日、肺炎のため死去。89歳没。叙従四位。